# 伴銀河

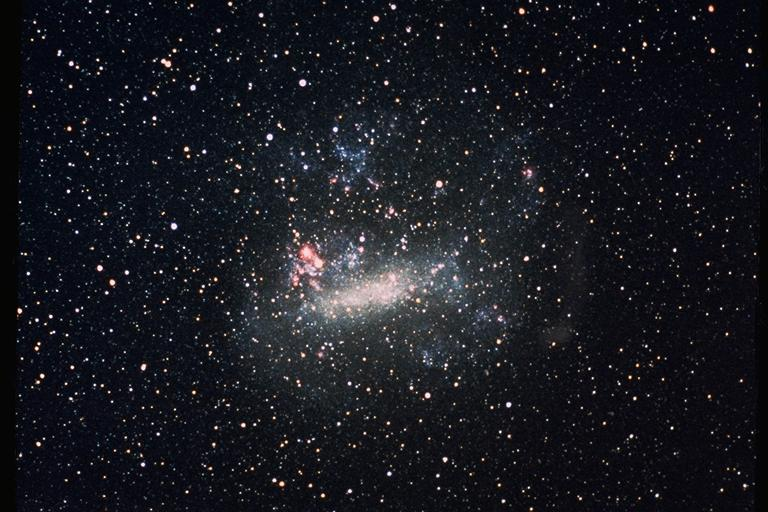
銀河系最大の伴銀河である大マゼラン雲

伴銀河（ばんぎんが, Satellite galaxy）は、重力の相互作用により、より大きな銀河の周囲を公転する銀河である。銀河は恒星、惑星、星雲等の互いに連絡し合わない多数の天体から構成されているが、それぞれの天体の重力の平均の場所に重心がある。
公転する銀河の組では、一方がもう一方に比べて極めて大きい時には、大きい方を「親銀河」、小さい方を伴銀河（または衛星銀河）と呼ぶ。両方が同じような大きさの時には、連星系を形成していると言う。なお、ほぼ同程度の質量を持つ銀河同士の合体をメジャー・マージャーと呼ぶのに対し、伴銀河同士の合体をマイナー・マージャーと呼ぶ。
ある方向からお互いにぶつかった銀河は、崩壊し、融合し、引き裂かれたり、内部の天体を移転させる。このような状況では、一方の銀河の終わりと他方の始めを区別することは困難である。銀河のほとんどは空の空間であるため、銀河間の「衝突」は、必ずしも互いの中の天体同士がぶつかる必要はない。

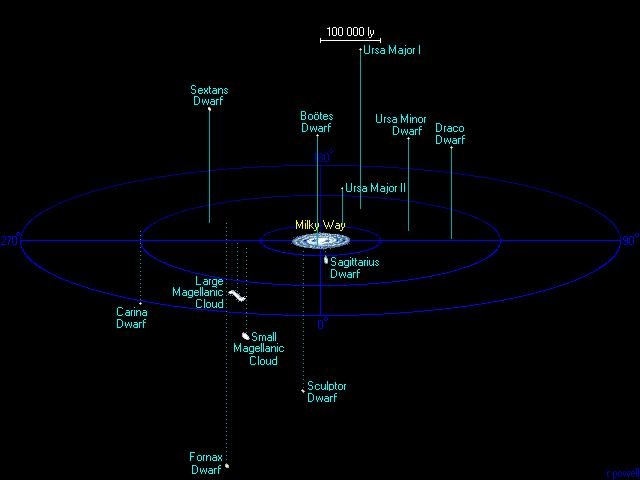
銀河系の伴銀河